# Bergara
Bergara település Spanyolországban, Gipuzkoa tartományban. Bergara Eibar, Soraluze-Placencia de las Armas, Elgoibar, Azkoitia, Antzuola, Oñati, Arrasate-Mondragón, Elorrio és Elgeta községekkel határos. Lakosainak száma 14 471 fő (2024).

## Népesség
A település lakosságának változását az alábbi diagram mutatja:
| Lakosok száma | 15 046 | 14 918 | 14 853 | 14 707 | 14 577 | 14 831 | 14 743 | 14 637 | 14 584 | 14 471 |
|               | 2001   | 2004   | 2006   | 2009   | 2011   | 2014   | 2016   | 2019   | 2021   | 2024   |